# Welzijn Koggenland
Welzijn Koggenland was een lokale partij in de gemeente Koggenland. De partij werd opgericht in 2014 en kwam bij de gemeenteraadsverkiezingen van dat jaar met twee vertegenwoordigers in de gemeenteraad. De partij ging een coalitie aan met het Christen-Democratisch Appèl en de Volkspartij voor Vrijheid en Democratie.
Bij de gemeenteraadsverkiezingen van 2018 behaalde de partij opnieuw twee zetels. Met VVD en CDA vormde Welzijn Koggenland opnieuw een coalitie.
Oprichter Corrie van Leijen-Spaansen was 27 jaar achtereen politiek actief in Koggenland. Eerst bij de partij Gemeentebelangen en daarna voor Welzijn Koggenland. Ze verliet in 2020 de politiek. Twee jaar daarna werd Welzijn Koggenland opgeheven.